# 薄墨毛

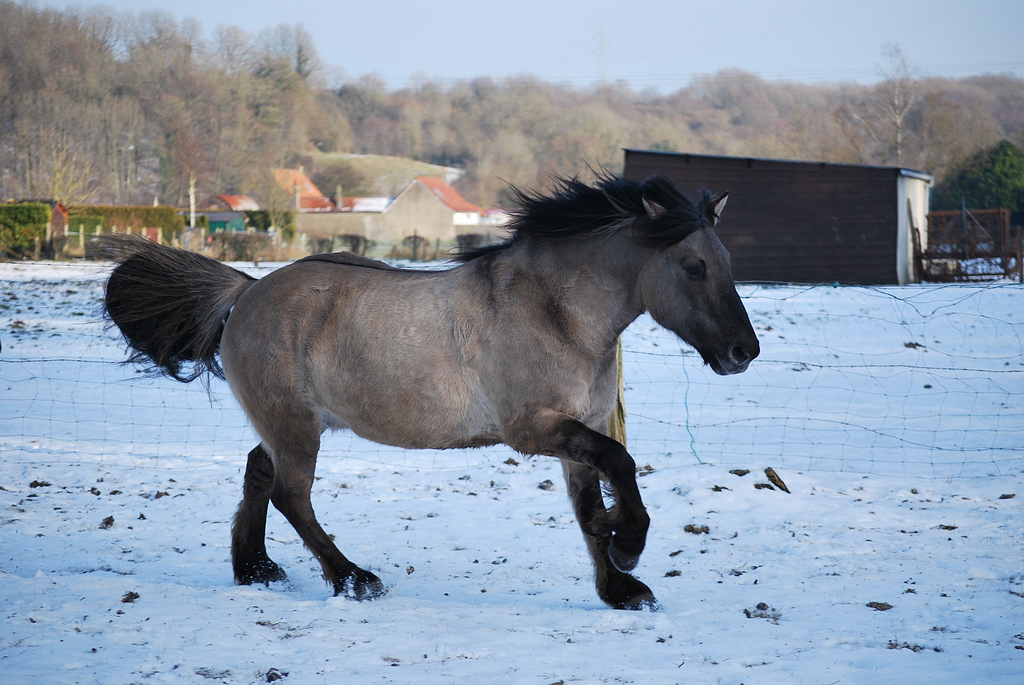
Grulloの馬（原毛色が青毛の薄墨毛）

薄墨毛（うすずみげ、英語で最も近いのはDun）は馬の毛色のひとつ。灰褐色から薄墨色の馬のこと、またはその状態そのものを指す。芦毛や河原毛、粕毛と非常に混同されやすい毛色であるが、別の遺伝子による。

## 特徴
被毛はおおむね灰褐色～薄墨色に着色する。体色に比べ四肢は黒い。日本馬事協会が定める『馬の毛色及び特徴記載要領（第6版）』によると、薄墨毛は「被毛は薄墨色で、長毛と四肢の下部は黒色である。」とある。この他の特徴として、背中の黒いしま（鰻線）や、四肢のシマウマ模様などが出ることがある。
粕毛に似る個体もいるが、白い刺毛が入っているわけではなく、全体的に薄くなっている。芦毛のように加齢とともに白くなることも無い。
家畜馬としては、アルゼンチンのクリオージョ種を除くと極めて稀。これ以外にはマスタングやクォーターホースの中に稀にいるが、日本国内で薄墨毛として登録されたことはない。家畜改良データバンクには17頭しか登録されていない（2012年1月1日現在）。
現存する最後の野生馬として知られるモウコノウマの毛色がこれである。また、ラスコー洞窟に描かれる馬も薄墨毛である。ウマ亜属本来の毛色は薄墨毛だったと考えられている。
- Bay dun
（原毛色が鹿毛）
- Bay dun
（原毛色が鹿毛）
- Red dun
（原毛色が栗毛）
- モウコノウマ
（Bay dunに近い）
- ラスコー壁画
（Bay dun）

## 遺伝型
薄墨毛の原因は、灰褐色様希釈遺伝子（Dun gene）であり、単純な優性遺伝の法則に従う。佐目毛、月毛、河原毛などが持つクリーム様希釈遺伝子とは異なり、ホモでもヘテロでも希釈の度合いは変わらず、希釈の効果も弱い。鰻線や四肢の色を希釈することもない。
細かく分けると、原毛色によりBay dun/Zebra dun（原毛色が鹿毛）、Red dun（同栗毛）、Blue dun/Grullo（同青毛）、Buckskin dun（同河原毛）、Yellow dun（同月毛）などに分類することができる。原毛色が白毛、芦毛、佐目毛の場合は、灰褐色様希釈遺伝子の効果が無視できるので、原毛色そのままの毛色になる。